# 汉斯广场

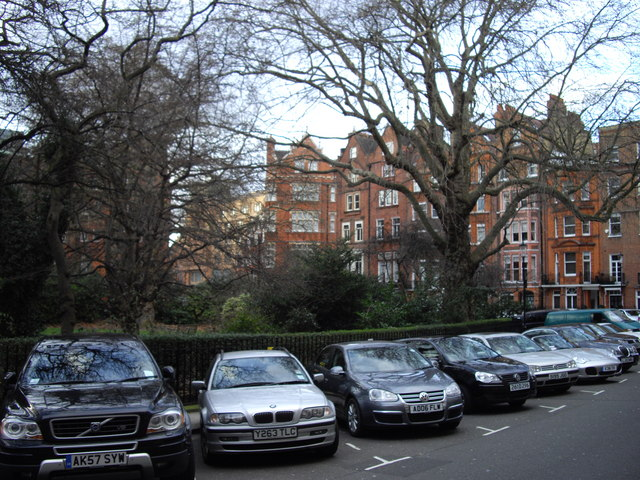

汉斯广场（Hans Place）是英国伦敦的一个住宅花园广场，位于骑士桥的哈洛德百貨公司以南。它得名于汉斯·斯隆爵士，他是一位医生和收藏家，英国皇家学会会长和伦敦皇家内科医学院院长，他的收藏奠定了大英博物馆的基础，他还发明了巧克力饮料，斯隆广场也是以他命名。
汉斯广场由建筑师亨利·荷兰开辟于1770年代，广场的八角形被认为是模仿了巴黎的旺多姆广场。
19世纪初，简·奥斯汀曾住在汉斯广场23号。现在，汉斯广场是切尔西最受追捧的住宅地之一。
汉斯广场14号、16号、17-22号和23-27号都是二级保护建筑。